# Voodoocult
Voodoocult (Eigenschreibweise: VoodooCult) war das international besetzte Metal-/Thrash-Metal-Projekt des deutschen Independent-Musikers Phillip Boa, das er im Jahr 1994 parallel zu seiner Band Phillip Boa and the Voodooclub gründete. Voodoocult veröffentlichte zwei Alben und löste sich nach der Veröffentlichung des zweiten Albums und der anschließenden Tournee 1996 wieder auf.

## Geschichte
Voodoocult ist die Idee von Phillip Boa, zu diesem Zeitpunkt erfolgreicher Independent-Musiker mit seiner Band Phillip Boa and the Voodooclub und seinem Bassisten Dave „Taif“ Ball, der vorher bei Killing Joke spielte. Die beiden nahmen mit Waldemar Sorychta (ex-Despair) erste Demos auf, die sie Dave Lombardo (kurz vorher aus seiner alten Band Slayer geworfen) zusandten, und dieser zeigte sich gleich begeistert. Sorychta wurde Gitarrist der Band, zudem wurde Mille Petrozza von Kreator ebenfalls für das Projekt angeworben. Zusätzlich kamen noch Death-Gitarrist und Sänger Chuck Schuldiner sowie Gabby Albularach (Cro-Mags) zur Gruppe.
1994 erschien das erste Voodoocult-Album Jesus Killing Machine zeitgleich mit dem Voodooclub-Album god. Für Lombardo war es das erste Lebenszeichen nach dem Slayer-Split. Bei diesem Projekt nahmen die einzelnen beteiligten Musiker jeweils getrennt ihre Parts der zuvor von Initiator Phillip Boa komponierten Songs im Tonstudio auf. In Bezug auf Voodoocult erklärte Kreator-Bandchef Mille Petrozza, der E-Gitarre für Voodoocult spielte, in einem Interview der Visions-Podcast-Reihe "Der Soundtrack meines Lebens" im Juni 2022: „Ich glaube, es wäre etwas Interessanteres dabei herausgekommen, hättest du Dave, mich, Waldemar und Chuck in einen Raum gestellt. Ein bisschen eine vertane Chance.“ Auf der folgenden Doppeltournee stellte Phillip Boa in jeder Stadt am ersten Abend das Voodooclub- und am zweiten Abend das Voodoocult-Album vor. Als Vorband spielte Tiamat. Darüber hinaus enthält das Voodoocult Album eine Metal-Version des 1989 erschienenen Voodooclub-Songs Albert Is a Headbanger, und die Single Metallized Kids eine Version von My Game Is Dracula vom Voodooclub-Album god. Es folgte eine zweite Tournee im Vorprogramm von Obituary, Sepultura und Rollins Band.
Parallel zu Voodoocult entstand die Band Grip Inc., in der Sorychta und Lombardo ihre neue musikalische Heimat finden. Beide stiegen dafür aus dem Projekt aus, das mit Markus Freiwald (ex-Despair, Schlagzeug) und Studiogast Jim Martin (Faith No More) zwei neue Mitstreiter fand. 1995 veröffentlichte Voodoocult das zweite und bis dato letzte Album Voodoocult. War Jesus Killing Machine noch ein reines Thrash-Metal-Album, ist das zweite Werk eine Mischung aus Metal und dem Indiepop von Phillip Boa and the Voodooclub. Am 16. April 1995 trat die Band im Rahmen der 1Live Rocknacht in der Philipshalle Düsseldorf auf. Der Auftritt wurde im Rockpalast ausgestrahlt.
1996 löste sich Voodoocult nach dem Ende einer Tour mit Warrior Soul auf. Auf dieser Tour war mit Tommy Vetterli (ex-Coroner) ein weiterer Gast vertreten. Das 1996 erschienene Album Fine Art on Silver – Singles Collection von Phillip Boa & The Voodooclub enthält die letzte Voodoocult-Veröffentlichung, die Coverversion des Voodooclub-Klassikers Kill Your Ideals.

## Diskografie

### Alben
| Jahr | Titel                 | Höchstplatzierung, Gesamtwochen, AuszeichnungChartsChartplatzierungen (Jahr, Titel, Platzierungen, Wochen, Auszeichnungen, Anmerkungen) | Anmerkungen |
| Jahr | Titel                 | DE | Anmerkungen |
| ---- | --------------------- | --- | ----------- |
| 1994 | Jesus Killing Machine | DE43 (9 Wo.)DE | Motor Music |
| 1995 | VoodooCult            | DE57 (7 Wo.)DE | Motor Music |

### Singles
- 1994:  Killer Patrol (Motor Music)
- 1994: Metallized Kids (Motor Music)
- 1995: Voodoocult (12’’, Limited Club Edition, Motor Music)

### Split-Veröffentlichungen
- 1997: Phillip Boa & The Voodooclub and Voodoocult - More Than SpaceFillers  (CD-Rom)

### Sampler-Beiträge
- 1995: The Stranger auf  Time for a Cut: 12 Natural Born Thrillers  (PolyGram)
- 1996: Kill Your Ideals auf Fine Art on Silver – Singles Collection von Phillip Boa & The Voodooclub